# Mordaunt Hall
Frederick William Mordaunt Hall (* 1. November 1878 in Guildford, Surrey, England; † 2. Juli 1973 in New York City) war ein US-amerikanisch-britischer Filmkritiker und Journalist. Er war von Oktober 1924 bis September 1934 der erste angestellte Filmkritiker der New York Times. Sein Kritikstil wurde später als „geschwätzig, respektlos und nicht besonders analytisch“ bezeichnet.

## Leben
Frederick William Mordaunt Hall wurde als Sohn eines Schuldirektors aus Tottenham in Guildford, Surrey geboren. Seinen Freunden war er als „Freddie“ bekannt und er selbst behauptete später, dass sein zweiter Vorname nicht „William“, sondern „Wentworth“ sei. Hall emigrierte 1902 nach New York und arbeitete ab etwa 1907 für die Wildwest-Show von Buffalo Bill, wobei er dort als „alter Zeitungsmann“ vorgestellt wurde. Von 1909 bis 1914 arbeitete er als Journalist für den New York Herald, wobei es 1909 zu einem Zwischenfall mit ihm, einem weiteren Reporter und den Theaterproduzenten Oscar Hammerstein kam. Hammerstein verklagte beide, dass sie ihn im New Yorker Knickerbocker Hotel angegriffen hätten. Nachdem Hammerstein nach Europa zurückgekehrt war, wurde die Klage fallen gelassen.
Auch Hall kehrte nach Europa zurück, als er während des Ersten Weltkrieges als Lieutenant für die Royal Naval Volunteer Reserve, wo er im Nachrichtendienst arbeitete, eingezogen wurde. Er verarbeitete seine Kriegserfahrungen später in dem Buch Some Naval Yarns, welches 1917 erschien. Nachdem er seinen Dienst 1919 abgeleistet hatte, kehrte er nach England zurück, wo er für das bekannte Studio Famous Players-Lasky Zwischentitel, unter anderem für den jungen Alfred Hitchcock, schrieb.
1922 kehrte Hall in die Vereinigten Staaten zurück und wurde im selben Jahr Reporter bei der New York Times. Ab Oktober wurde er der erste hauptberufliche Filmkritiker der Times und blieb dies auch, bis er im September 1934 in Rente ging. Anschließend hatte er ein Jahr lang eine Radioshow über Filme auf einem lokalen New Yorker Radiosender und schrieb von 1936 bis 1938 Kritiken für den Boston Transcript. 1942 arbeitete er für den Fernsehsender CBS. Später trat er dem Bell Syndicate als Lektor bei und veröffentlichte vereinzelt Artikel.
Im Jahr 1909 heiratete Hall die 23-jährige US-Amerikanerin Helen Rowe, welche 1971 starb. Er selbst starb zwei Jahre später in New York im Alter von 94 Jahren. Am 10. Dezember 1941, zwei Tage nachdem die USA in den Zweiten Weltkrieg eintrat, wurde Hall US-amerikanischer Staatsbürger.

## Werke
- 1917: Some Naval Yarns